# Guxmühlen
Guxmühlen ist ein Ortsteil von Nümbrecht im Oberbergischen Kreis im südlichen Nordrhein-Westfalen innerhalb des Regierungsbezirks Köln.

## Lage und Beschreibung
Der Ort liegt im Tal der Bröl, in Luftlinie rund fünf Kilometer nordwestlich vom Gemeindezentrum von Nümbrecht entfernt. Es liegt neben Hochstraßen und etwa fünf Gehminuten von Marienberghausen entfernt.

## Geschichte

### Erstnennung
1447 wurde der Ort das erste Mal urkundlich erwähnt und zwar "Rechnung des Rentmeisters Joh. van Flamersfelt".
Schreibweise der Erstnennung: Kuxmolen

## Wirtschaft und Industrie
1920 wurde die Papierfabrik Guxmühlen des Unternehmens Geldmacher aus Winterborn errichtet und 1980 eingestellt. Bis heute stehen die Ruinen des Fabrikgebäudes.

## Bus und Bahnverbindungen

### Linienbus
Haltestelle: Guxmühlen
- 323 Nümbrecht, Schulzentrum (OVAG, Schulbus)